# Apioclypea
Apioclypea — рід грибів родини Clypeosphaeriaceae. Назва вперше опублікована 1994 року.

## Класифікація
До роду Apioclypea відносять 7 видів:
- Apioclypea apiosporioides
- Apioclypea cocoicola
- Apioclypea indica
- Apioclypea livistonae
- Apioclypea nonapiospora
- Apioclypea nypicola
- Apioclypea phoenicicola